# Aulonocara saulosi
Aulonocara saulosi là một loài cá thuộc họ Cichlidae. 
Nó được tìm thấy ở Malawi và Tanzania. Môi trường sống tự nhiên của chúng là hồ nước ngọt.